# Селецька сільська рада (Оржицький район)
Селецька сільська рада — адміністративно-територіальна одиниця у Оржицькому районі Полтавської області з центром у c. Великоселецьке.
Населення — 960 осіб.

## Населені пункти
Сільраді були підпорядковані населені пункти:
- c. Великоселецьке
- с. Малоселецьке

## Географія
Територією сільради протіка річка Сула.